# Corvallis (Oregon)
Pour les articles homonymes, voir Corvallis.
La ville de Corvallis (en anglais [kɔrˈvælɪs]) est le siège du comté de Benton, dans l'Oregon, aux États-Unis. Lors du recensement de 2010, sa population est de 54 462 habitants.

## Géographie
Corvallis est située dans le centre-ouest de l'Oregon, au centre de la vallée de la Willamette, à 140 km au sud de Portland, à 50 km au sud de la capitale Salem, à 16 km à l'ouest d'Albany, et à 70 km au nord de Springfield et Eugene.
Corvallis est implantée sur la rive gauche de la Willamette, au sud de sa confluence avec la Marys. La municipalité s'étend sur 14,30 milles carrés (37,04 km2), dont 0,17 milles carrés (0,44 km2) d'étendues d'eau.

## Histoire

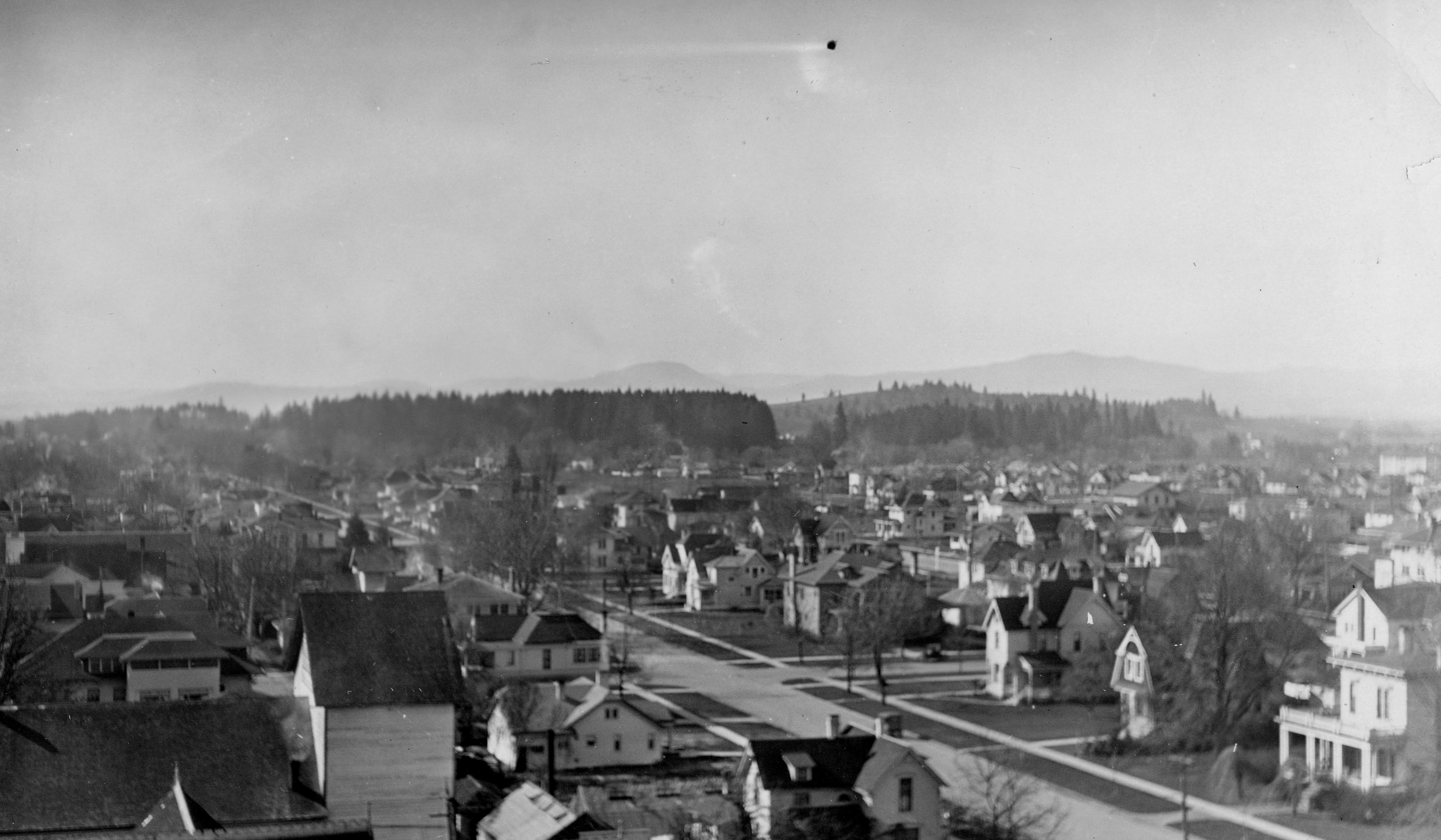
Corvallis vers 1915.

En 1845, Joseph C. Avery (originaire de Pennsylvanie) s'installe avec une partie de sa famille sur un promontoire situé au confluent des rivières Willamette et Marys. Le printemps suivant, William F. Dixon (originaire du Maryland) revendique un des terrains au sud de la propriété d'Avery. En 1850, Avery fonde Marysville. Dans les années qui suivent, Avery et Dixon vendent chacun 40 acres (16,19 ha) de leurs terres au comté de Benton pour créer le siège du comté.
En 1853, le nom de la ville est changé pour la différencier de Marysville en Californie. Le nom Corvallis est retenu, du latin cor vallis qui signifie « cœur de la vallée ». Ce nom fait référence à la position centrale de la ville dans la vallée de la Willamette. La ville sert brièvement de capitale de l'Oregon en 1855 avant que Salem ne soit définitivement choisie.
Corvallis devient une municipalité le 28 janvier 1857. L'année suivante, Avery et Dixon participent à la fondation du Corvallis College, qui deviendra plus tard l'université d'État de l'Oregon.

## Démographie
Le revenu par habitant était en moyenne de 26 804 dollars par an entre 2012 et 2016, inférieur à la moyenne de l'Oregon (28 822 dollars) et à la moyenne nationale (29 829 dollars). Sur cette même période, 27,5 % des habitants de Corvallis vivaient sous le seuil de pauvreté (contre 15,3 % dans l'État et 12,7 % à l'échelle des États-Unis).
Ville universitaire, Corvallis a une population plus éduquée que la moyenne nationale. Parmi ses habitants de plus de 25 ans, 96 % ont au moins un diplôme de high school (contre 90 % en Oregon et 87 % aux États-Unis) et 60,2 % ont au moins un bachelor (contre 31,4 % et 30,3 %).

## Économie
L'université d'État de l'Oregon est un des plus grands employeurs de la ville avec Hewlett-Packard, qui y produit des imprimantes.
Corvallis possède un aéroport municipal (Corvallis Municipal Airport, code AITA : CVO).

## Politique et administration

### Politique
Autrefois une ville républicaine modérée, Corvallis est devenu un bastion du Parti démocrate. En 2016, elle compte 55 % d'électeurs inscrits comme démocrates et 19 % de républicains. Le Parti vert du Pacifique (en) est également bien implanté en ville, qui élit toujours au moins un conseiller municipal vert depuis 1998.
Lors de l'élection présidentielle de 2016, Hillary Clinton remporte les neuf circonscriptions de la ville, rassemblant de 60 à 77 % des suffrages.

### Jumelages
- Gondar (Éthiopie)
- Oujhorod (Ukraine)

## Culture

### Éducation et sport

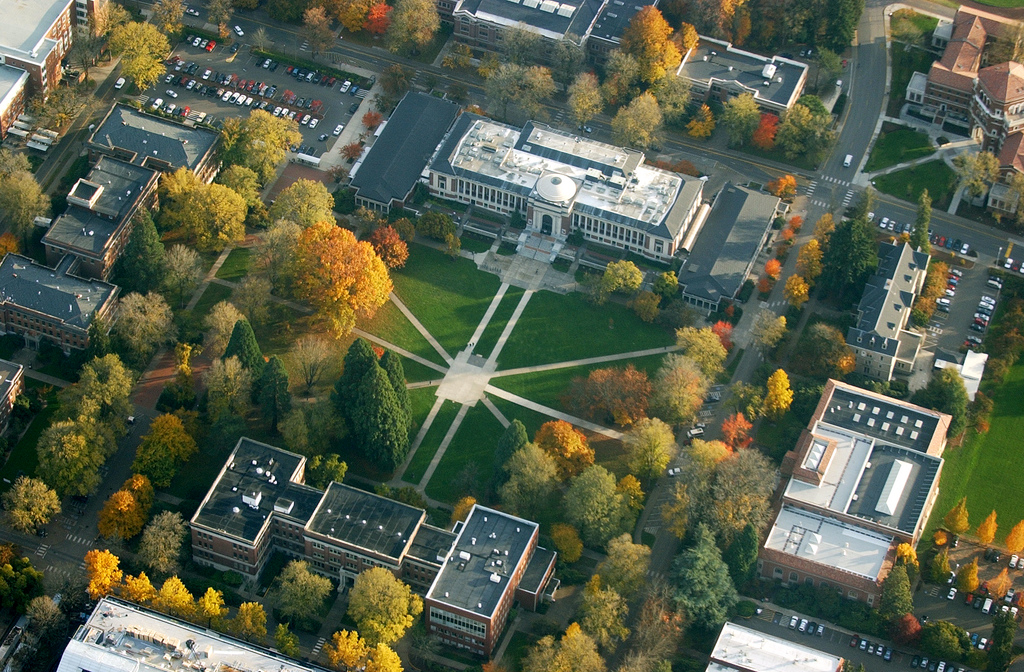
Vue aérienne du campus de l'OSU.

Le principal campus de l'université d'État de l'Oregon (OSU) est implanté dans la ville. L'université et ses Oregon State Beavers, son club omnisports, sont les rivaux de l'université de l'Oregon et ses Ducks, situés à Eugene plus au sud dans la vallée de la Willamette. L'université d'État de l'Oregon est davantage tournée vers les sciences, tandis que l'université de l'Oregon est davantage tournée vers les sciences humaines.
Le stade de football américain de l'université est le Reser Stadium.

### Personnalités liées à la ville
- Carl Wieman, physicien, est né à Corvallis ;
- Dick Fosbury, athlète à l'origine du Fosbury-flop, a été étudiant à l'université de Corvallis ;
- Linus Pauling, chimiste et physicien, a été étudiant à l'université de Corvallis ;
- Gary Payton, joueur de basket-ball, a été étudiant à l'université de Corvallis ;
- Scott D. Sundberg, botaniste, est décédé à Corvallis.